# Henry Wells
Henry Bensley Wells (ur. 12 stycznia 1891 w Kensington, zm. 4 lipca 1967 w Newton Abbot) – brytyjski wioślarz, oficer i prawnik, złoty medalista olimpijski. 
Kształcił się w Winchester College i Magdalen College Uniwersytetu Oksfordzkiego. Czterokrotnie brał udział w The Boat Race, w latach 1911, 1912 i 1913 odniósł trzy zwycięstwa z rzędu, a w 1914 przegrał.
Wystąpił na igrzyskach olimpijskich w Sztokholmie w 1912, gdzie brytyjska osada Leander Club w składzie: Edgar Burgess, Sidney Swann, Leslie Wormald, Ewart Horsfall, James Angus Gillan, Stanley Garton, Alister Kirby, Philip Fleming i Henry Wells zdobyła złoty medal w ósemkach. W finale wyprzedzili rodaków z osady New College o 3,5 sekundy. Był to jego jedyny start olimpijski.
Po wybuchu I wojny światowej wstąpił do British Army, otrzymując przydział w Royal Field Artillery w stopniu podporucznika. Awansowany na porucznika. Z wykształcenia był prawnikiem, należał do Gray’s Inn, pracował jako sędzia, przechodząc na emeryturę w 1958. W 1918 otrzymał Order Imperium Brytyjskiego.